# Якимово (Макарьевский район)
Яки́мово — деревня в Макарьевском районе Костромской области России. Административный центр Усть-Нейского сельского поселения.

## География
Деревня находится в южной части Костромской области, в подзоне южной тайги, при автодороге Р243, на расстоянии приблизительно 7 км (по прямой) к западу-юго-западу от города Макарьев, административного центра района. Абсолютная высота — 131 м над уровнем моря.

### Климат
Климат характеризуется как умеренно континентальный, с умеренно холодной многоснежной зимой и коротким сравнительно тёплым летом. Средняя температура воздуха самого холодного месяца (января) — −12 °C; самого тёплого месяца (июля) — 18 °C . Безморозный период длится около 130 дней. Продолжительность периода активной вегетации растений (выше 10 °C) составляет примерно 110—140 дней. Годовое количество атмосферных осадков —около 600 мм, из которых большая часть выпадает в тёплый период. Снежный покров держится в течение 150—155 дней.

### Часовой пояс
Деревня Якимово, как и вся Костромская область, находится в часовой зоне МСК (московское время). Смещение применяемого времени относительно UTC составляет +3:00.

## История
Входила в 1616 году в  Усть-Нейскую волость в составе Понизовской волости Унженской осады.

## Население
| 2008 | 2010 | 2014 |
| ---- | ---- | ---- |
| 304  | ↘235 | ↘233 |

### Национальный состав
Согласно результатам переписи 2002 года, в национальной структуре населения русские составляли 99 % из 249 чел.